# 체인 리액션
《체인 리액션》(영어: Chain Reaction)은 1996년 미국의 SF 스릴러 영화로, 앤드루 데이비스가 연출하고, 키아누 리브스, 모건 프리먼, 레이철 바이스, 프레드 워드, 케빈 던, 브라이언 콕스 등이 출연하였다.

## 줄거리
시카고 대학교 팀과 함께 물에서 수소를 깨끗한 에너지로 전환하는 프로젝트를 진행하던 학생 기계공 에디 카살리비치는 다음 날 자신의 집 실험실에서 그들의 과정을 완벽하게 안정화시키는 음향 주파수를 우연히 발견한다. 팀이 프로젝트 실험실에서 파티를 열며 축하하는 동안, 프로젝트 리더 폴 섀넌 박사와 프로젝트 관리자 앨리스터 바클리 박사는 과학적 발견을 공유할지 여부를 논의한다. 그날 밤 늦게, 프로젝트 물리학자 릴리 싱클레어 박사는 차가 시동이 걸리지 않자 에디가 버스로 그녀를 집에 데려다준다. 실험실로 돌아온 앨리스터와 보조 루 첸 박사는 그들의 발견을 전 세계와 공유하기 위해 인터넷에 업로드할 준비를 하고, 한 밴이 건물에 접근한다. 첸은 소리를 듣고 밖에 나가 조사하지만, 정체불명의 괴한들에게 납치되고 앨리스터도 공격당한다.
에디는 릴리를 앨리스터의 집(릴리는 3층에 산다)에 내려준 후, 오토바이를 가지러 실험실로 돌아오지만 의심스러운 밴이 떠나는 것을 알아차린다. 경보를 듣고 안으로 뛰어 들어가보니 앨리스터가 머리에 비닐봉투가 씌워진 채 죽어 있고 첸은 사라졌다. 수소 반응기는 위험할 정도로 불안정해졌고, 에디는 이를 비활성화할 수 없어 급히 도망친다. 그 순간 숨겨진 기폭장치가 작동하여 거대한 수소 폭발이 일어나 실험실과 주변 8블록이 파괴된다.
FBI의 심문을 받고 돌아온 에디와 릴리는 각자의 집에 심어져 있던 증거를 발견한 후 자신들이 모함당하고 있음을 깨닫는다. 두 사람은 에디의 오랜 친구인 매기 맥더모트가 소유한 위스콘신주의 관측소로 도피한다. 쉬고 난 후 그들은 폴에게 연락하지만 거의 붙잡힐 뻔하다가 간신히 탈출한다. 두 사람이 더 많은 경찰을 피하는 동안, 폴은 C-시스템즈 리서치 단지에서 라이먼 얼 콜리어와 만나는데, C-시스템즈가 실험실을 파괴하고 두 사람을 모함하려는 음모를 꾸몄으며 라이먼이 공격을 지시했음이 드러난다. 약간의 의견 차이에도 불구하고 폴과 라이먼은 두 사람을 계속 추적하기로 결정하고, 에디가 은밀히 폴과의 만남을 주선하면서 이 임무는 수월해진다. 그들의 만남 장소에서 폴은 에디를 모함하는 데 자신의 연루 사실을 밝히지만, 이 만남은 앨리스터를 살해한 라이먼의 부하 유세프 리드와 클랜시 버틀러가 릴리를 납치하고 에디는 간신히 탈출하는 매복 공격으로 끝난다.
괴한들의 밴 번호판을 추적한 후, 에디는 그들을 폴과 라이먼이 릴리와 첸에게 프로젝트를 재현하도록 강요하는 비밀 C-시스템즈 리서치 시설로 추적한다. C-시스템즈의 시험 반응기가 오작동하자 폴과 과학자들, 그리고 죄수들은 모두 떠나고, 에디는 그날 밤 은밀히 시스템을 "수정"할 수 있게 된다. 다음 날 아침, 다른 과학자 중 한 명이 작동하는 반응기를 발견하고 모두가 축하한다. 의심스러운 폴은 즉시 핵융합 데이터를 다운로드하고, 이를 자신의 조수 애니타에게 비밀리에 보관하도록 넘긴다. 그는 회사 이사회실 컴퓨터에서 에디를 만나고, 에디는 반응기를 작동시켰으니 자신을 풀어달라고 요구한다. 폴은 동의하지만 라이먼은 거부하고, 이에 에디는 FBI에 자신의 무죄 증거를 보내고 "아마 수천 명의" 국제 과학자들에게 반응기 설계도를 보내면서 반응기를 폭발하도록 설정한다. 라이먼은 첸을 총으로 쏴 죽이고, 에디와 릴리를 폭발로 죽도록 가둔 채 폴과 직원들과 함께 현장을 떠난다.
라이먼은 위조된 핵융합 데이터를 받은 후, 폴이 프로그램의 범위를 넘어섰다는 이유로 그를 죽이고 그의 시신을 엘리베이터에 남겨둔다. 자신의 탈출 중에 그는 봉쇄 시스템을 비활성화하여 에디와 릴리가 탈출할 수 있도록 한다. 그들은 상승하는 건설용 리프트 위에서 리드와 버틀러의 공격을 받지만, 폭발파가 단지를 휩쓸기 직전 그곳으로 올라타 탈출하고, 리드, 버틀러, 라이먼의 시신은 불에 타버린다. 충격파에서 살아남은 에디와 릴리는 이제 그들의 무죄를 확신한 FBI 요원 포드와 도일 요원을 만나 안전한 곳으로 간다. 폴은 기사가 운전하는 리무진에서 애니타에게 메모를 받아쓰는 모습이 나오는데, 중앙정보국 국장에게 "...C-시스템은 더 이상 존립 가능한 실체가 아니다"라고 알린다.
크레딧 이후 장면에서는 C-시스템즈 시설이 지형 속으로 붕괴하는 모습이 보인다.

## 출연진
- 키아누 리브스 - 에디 커살리비치 역
- 모건 프리먼 - 폴 섀넌 박사 역
- 레이철 바이스 - 릴리 싱클레어 박사 역
- 프레드 워드 - FBI 요원 리언 포드 역
- 케빈 던 - FBI 요원 도일 역
- 브라이언 콕스 - 라이먼 얼 콜리어 역
- 조애나 캐시디 - 매기 맥더멋 역
- 첼시 로스 - FBI 요원 에드 래퍼티 역
- 니컬러스 루돌 - 앨리스터 바클리 박사 역
- 타이 마 - 루 천 박사 역
- 크시슈토프 피에친스키 - 루커스(우카시) 스크레브네스키 역
- 에디 보 스미스 주니어 - 유세프 리드 역
- 대니 골드링 - 클랜시 버틀러 역
- 마이클 섀넌 - 꽃 배달 밴 운전기사 역
- 닐 플린 - 주 경찰 니미츠 역
- 제임스 시 - 켄 림 역
- 네드 슈밋키 - 위스콘신 지부장 슈밋키 역
- 마거릿 트러볼타 - 어니타 퍼미 역
- 데이비드 패스쿠에이지 - 앨 밴제티 역
- 줄리 R. 펄 - 에밀리 펄 역
- 고드프리 - 치디 에그부나 역
- 진 바지 - 제임스 워싱턴 역
- 네이선 데이비스 - 모리스 그로드스키 역
- 에런 윌리엄스 - 연구소 기술자 3 역
- 대니얼 H. 프리드먼 - 비디오 댄 역
- 조니 리 대븐포트 - 케일럽 윌리엄스 역
- 환 라미레스 - 레이먼드 페냐 역
- 니디아 로드리게스 테러시나 - 개브리엘 거레라 역
- 스콧 벤저민슨 - 스튜어트 쇼크로프트 역
- 랜들 아니 - DC 기술자 역
- 조지프 코살라 - 조 비치코프스키 경사 역
- 론 딘 - 닉 징가로 경사 역
- 미겔 니노 - 미겔 경관 역
- 터크 멀러 - 데인군 경찰 역
- 마이클 스큐스 - 주 경찰 슈워츠 역
- 재클린 G. 아서 - 재키 맨 역
- 톰 뮬라 - 시카고 지부장 역
- 존 드러먼드 - 드러먼드 역
- 켄 모레노 - 낼도 파티다 역
- 앨런 해밀턴 - 필 슈밋 상원 의원 역
- 딕 큐색 - 상원 의장 역
- 니컬러스 커셍코 - 직원 스테니스 역
- 리치 코머니치 - 바 손님 역
- 윌 잔 - 다리 조종 관리자 역
- 메리 사이블 - 기차를 타는 나이 든 여성 역
- 마크 모어티니 - 로마노 역
- 크리스토퍼 홀러웨이 - 맥스 홀러웨이 역
- 짐 오틀리브 - 오빗 역
- 셰릴 하마다 - 하마다 역
- 마이크 그레이 - 스위즐라드 역

## 수상
- 1997년 제17회 골든 라즈베리상 최악의 남우주연상 후보

## 우리말 녹음
| SBS 성우진 (1999년 2월 13일) - 구자형 - 에디(키아누 리브스) - 김병관 - 섀넌(모건 프리먼) - 차명화 - 릴리(레이철 바이스) - 김규식 - 포드(프레드 워드) - 유동현 - 도일(케빈 던) - 유강진 - 라이먼(브라이언 콕스) - 김현직 - 김정미 - 한상덕 - 김새영 - 이호인 - 오혜숙 - 김영훈 - 박규웅 - 서광재 - 주유랑 | MBC 성우진 2004년 3월 20일) - 안지환 - 에디(키아누 리브스) - 김태훈 - 섀넌(모건 프리먼) - 김아영 - 릴리(레이철 바이스) - 이윤연 - 이종혁 - 김호성 - 이철용 - 김용준 - 고성일 - 채의진 - 최한 - 문남숙 - 방성준 - 이원찬 - 조현정 |  |